# Єґловник
Єґловник (пол. Jegłownik, нім. Fichthorst) — село в Польщі, у гміні Ґроново-Ельблонзьке Ельблонзького повіту Вармінсько-Мазурського воєводства.
Населення — 1231 особа (2011).
У 1975-1998 роках село належало до Ельблонзького воєводства.

## Демографія
Демографічна структура станом на 31 березня 2011 року:
|          | Загалом | Допрацездатний вік | Працездатний вік | Постпрацездатний вік |
| -------- | ------- | ------------------ | ---------------- | -------------------- |
| Чоловіки | 619     | 157                | 432              | 30                   |
| Жінки    | 612     | 139                | 382              | 91                   |
| Разом    | 1231    | 296                | 814              | 121                  |